# جيرهارد مولر (مهندس)
جيرهارد مولر (بالإنجليزية: Gerhard Mueller)‏ هو مهندس نيوزيلندي، ولد في 7 فبراير 1835، وتوفي في 20 فبراير 1918.